# Ladožské jezero
Ladožské jezero (rusky Ладожское озеро, finsky Laatokka, karelsky Luadogu) je jezero na severozápadě evropské části Ruska. Rozkládá se v Karelské republice a v Leningradské oblasti. Je to největší jezero v Evropě. Jezero tvoří severní hranici Karelské šíje, úzkého pruhu mezi ním a Finským zálivem. Kotlina jezera je tektonického původu a byla dotvořena čtvrtohorními pevninskými ledovci. Má rozlohu 17 700 km² (s ostrovy 18 135 km²). Je 219 km dlouhé a průměrně 83 km široké (maximální šířka je 138 km). Průměrnou hloubku má 51 m a maximální 230 m (v severní části, západně od ostrova Valaam). V severní části hloubka dosahuje 70 až 200 m, v jižní části 20 až 70 m. Rozloha povodí je 276 000 km². Celkový objem vody je 908 km³. Nadmořská výška hladiny jezera je 5 m.

## Pobřeží
Severní břehy jsou převážně vysoké, skalnaté, členité s hluboko zařezanými zálivy podobnými fjordům. Jsou pokryté lesy. Nachází se zde mnoho lesnatých ostrovů, které vytvářejí úzké průlivy (шхеры). Jižní břehy jsou převážně nízké, pouze mírně členité porostlé vrbou nebo olší. Je zde mnoho písečných a valounových pláží. Místy se nacházejí staré břehové valy porostlé borovicemi.

## Dno
Reliéf dna severní části je značně složitý. Střídají se hluboké propadliny s mělčími úseky. Převládající hloubka je větší než 100 m. Dno jižní části je rovnější, hloubky se směrem k jihu zmenšují ze 100 m na 10 m i méně. Na jihu je mnoho písečných i kamenitých kos a mělčin. Povrch dna je v severní a centrální hluboké části jezera jílový, v jižní části písečný s valouny. U břehu jsou na mnohých místech nahromaděny valouny.

## Ostrovy

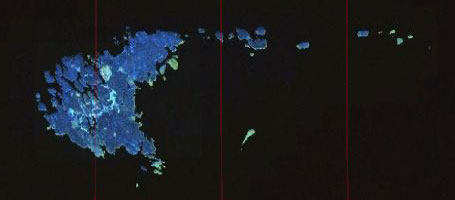
Valaamské ostrovy

Na jezeře je asi 660 ostrovů o celkové rozloze 435 km². Asi 500 z nich se nachází u severozápadního pobřeží, okolo 65 v centrální části (Valaamské ostrovy (nejznámější – 50 ostrovů o rozloze 36 km²) a Západní souostroví). Největší ostrovy jsou Riskalansari, Mantinsari, Kilpola, Tulolasari a Vallam. Při západním břehu jezera se nachází ostrov Koněvec. Z jižního pobřeží lze zmínit dvě souostroví – Zelenecké ostrovy a Karedžské ostrovy v zálivu Petrokreposť.

## Vodní režim

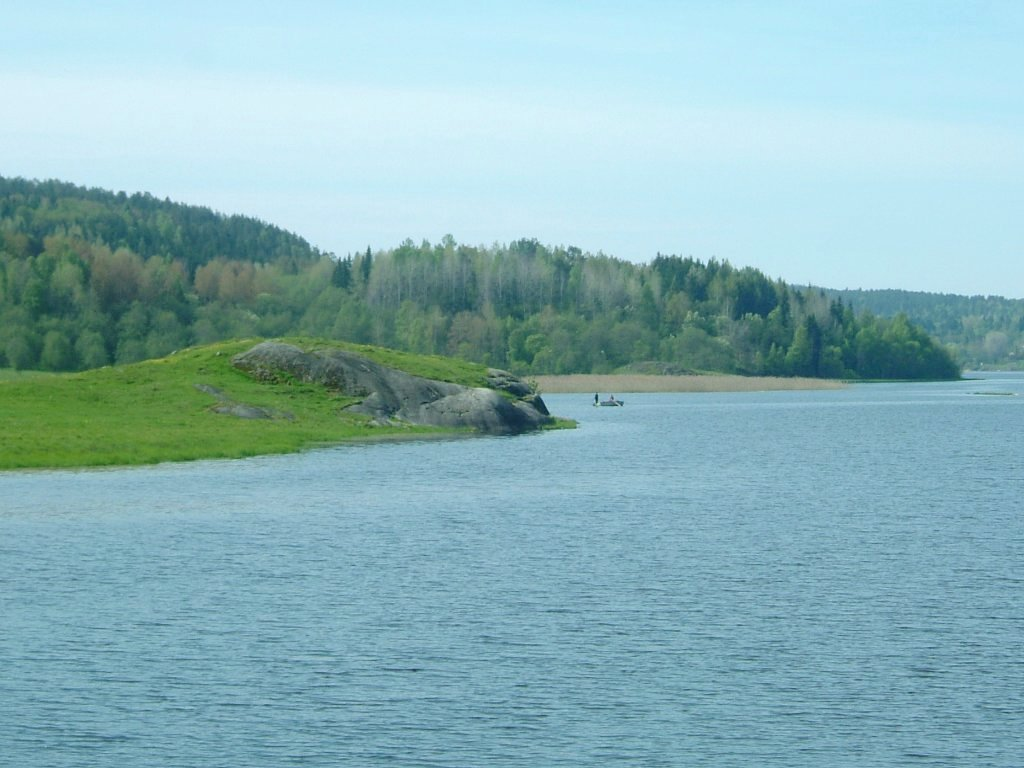
Pobřeží na severu

Klima je mírně chladné. Průměrná teplota vzduchu je v únoru od -8 do -10 °C, v červenci od 16 do 17 °C. Průměrné roční množství atmosférických srážek je okolo 550 mm. V povodí Ladožského jezera se nachází okolo 50 000 jezer a 3 500 řek delších než 10 km. Největší přítoky jsou z jihu Volchov (z jezera Ilmeň), z jihovýchodu a východu Svir (z Oněžského jezera) a ze severozápadu Vuoksa (z jezera Saimaa) a Taipale (z jezera Suvanto). Vodu z jezera odvádí do Finského zálivu řeka Něva.
85% přírůstku vodní bilance jezera (průměrně 67,8 km³ vody za rok) tvoří přítok řek (především Volchov, Svir a Vuoksa), 13% tvoří atmosférické srážky a 2% přítok podzemních vod. 92% úbytku vodní bilance připadá na řeku Něvu (průměrně 78,1 km³ vody za rok) a 8% na vypařování z vodní hladiny. Kolísání úrovně hladiny má plynulý charakter. Střední hodnota je 4 m. Nejvyšší úrovně dosahuje v červnu a červenci a nejnižší v prosinci a lednu. Průměrný roční rozsah kolísání hladiny je asi 0,8 m a maximální asi 3 m. Přílivové a odlivové kolísání je na severu okolo 5 až 10 cm a na jihu 20 až 40 (zřídka až 90) cm. Na jezeře se vyskytují vlny s dlouhou periodou (сейши). Největší výška vln je v severní a centrální části jezera 3 až 3,5 m, zřídka 5 až 6 m, v jižní části do 2,5 m. Na podzim jsou časté bouře.

## Vlastnosti vody
Teplotní režim je různý v hluboké centrální části a v mělkých pobřežních oblastech jezera. V srpnu je průměrná teplota vody u hladiny okolo 16 °C, maximální 25 °C. Teplota vrstev vody u dna je 2 až 2,5 °C v zimě a 4 až 5 °C v létě. Pobřežní oblasti a zálivy zamrzají většinou na začátku prosince, otevřená centrální část v lednu až únoru. Průměrná tloušťka ledu je 50 až 60 cm, maximální 90 až 150 cm. Centrální část jezera rozmrzá v březnu nebo na začátku dubna, severní na začátku května. Barva vody je žlutohnědá. Průměrná průzračnost je v centrální části 4,5 m, u západního pobřeží 2 až 2,5 m, u východního pobřeží 1 až 2 m a v místech ústí řek 0,3 až 0,9 m. Největší průzračnost 8 až 10 m je západně od ostrova Valaam. Voda v jezeře je sladká (пресная) hydrouhličitano-vápenatá. Průměrná mineralizace je 56 mg/l. Obsah rozpuštěného kyslíku je v zimě 14 až 15 mg/l, v létě u hladiny 10 až 11 mg/l a v hloubkách 12 až 13 mg/l.

## Fauna
Jezero je bohaté na ryby. Průmyslový význam mají lososi, pstruzi, marény, síhové, candáti, cejni, okouni, plotice, štiky a korušky. Žijí zde také jeseteři, úhoři a mnoho dalších druhů ryb. Vyskytují se zde i tuleni.

## Lodní doprava

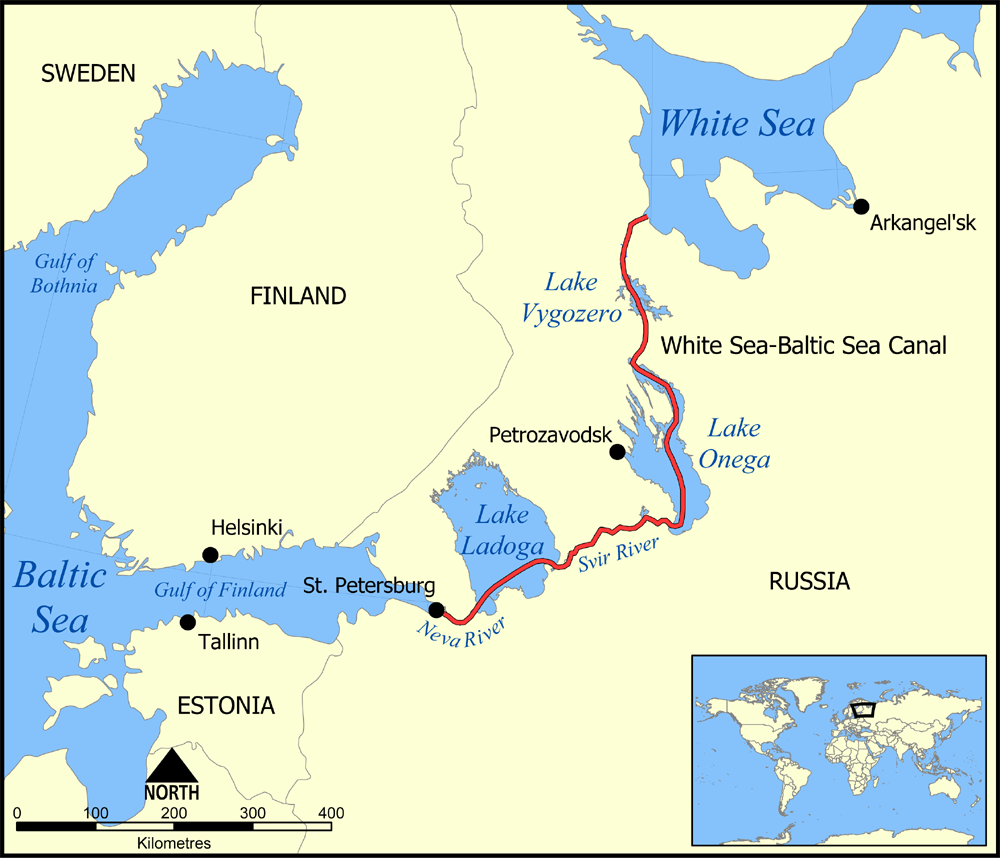
Bělomořsko-baltská vodní cesta

Jezero je splavné a je součástí Bělomořsko-baltské vodní cesty a Volžsko-baltské vodní cesty. Od řeky Svir k Něvě podél jižního břehu prochází Novoladožský kanál a také starší Staroladožský kanál budovaný již v 18. století a spojený z Ladožským jezerem systémy plavebních komor, protože hladina tohoto kanálu je výše nežli stálá hladina jezera. Na místech, kde oba kanály protínají řeky Volchov a Sjas´ napříč jejich toků, je u Novoladožského kanálu propojení otevřeným způsobem, ale u Staroladožského kanálu jsou ústí výše proti proudům těchto řek kvůli naplňování příslušných úseků kanálu. Staroladožský kanál slouží už jen lokálním potřebám rybářů a turistů.

## Historie

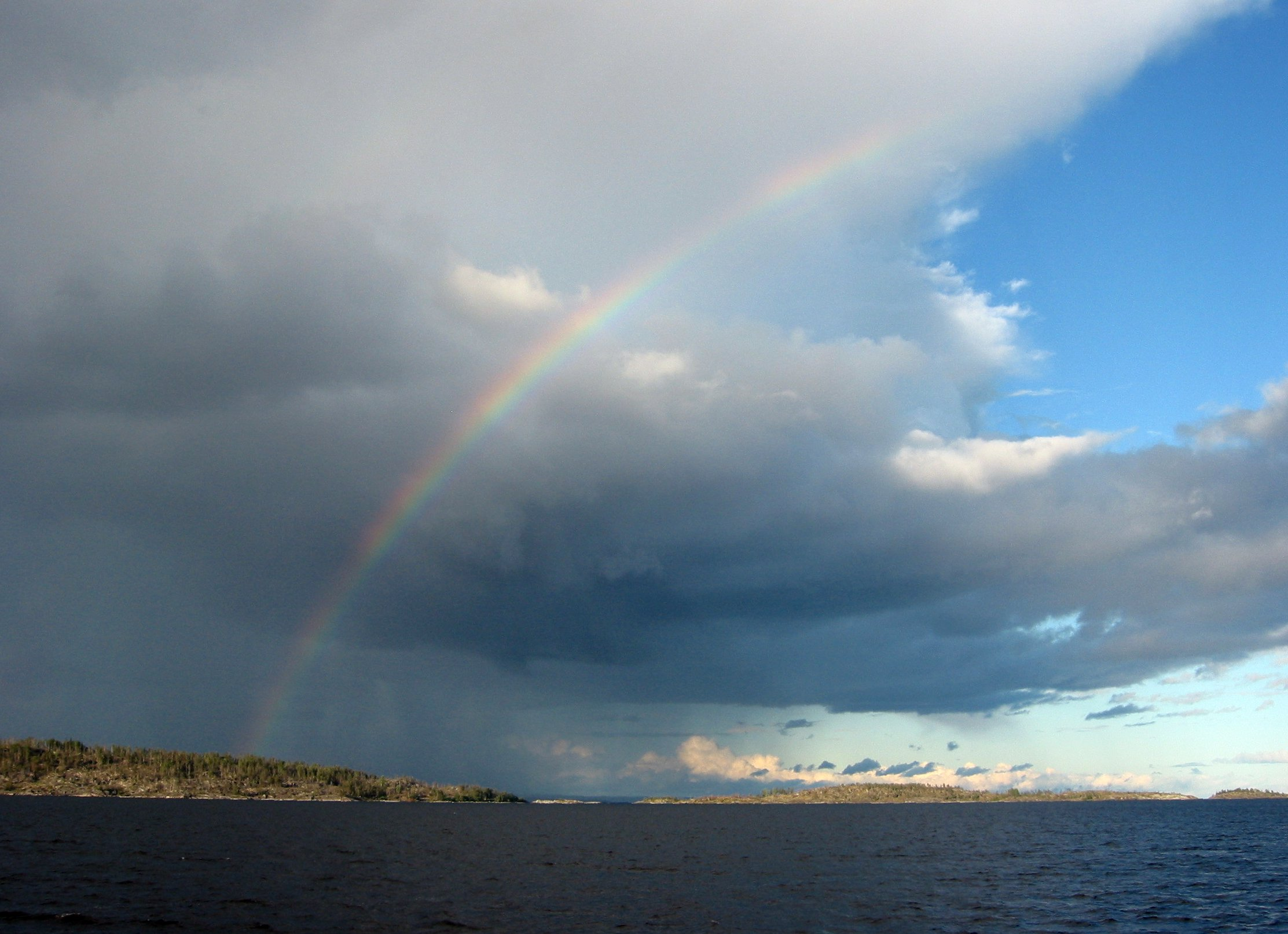
Duha nad Ladožským jezerem

Jméno jezera pochází pravděpodobně z baltofinského jména Alodejoki či Aladejoka („dole na řece“), jímž se označovalo staré sídliště na dolním Volchovu; jméno se později zkrátilo na Ladoga (dnešní Staraja Ladoga). V ruštině bylo jezero dříve nazýváno Něvo (Нево) podle řeky Něvy (obdobně existuje synonymní finské pojmenování jezera Nevajärvi), od 13. století je v ruštině doloženo používání dnešního jména. Po jezeře procházela slavná vikinská Cesta od Varjagů k Řekům (Puť iz Varjag v Greki). Na březích byly mj. založeny i důležité pevnosti, později města: Korela (Kexholm, Käkisalmi) a Orešek/Orechov (Nöteborg, Pähkinälinna, Schlüsselburg) a na ostrovech Koněvic a Valaam významné kláštery Koněvský a Valaamský.
V době Livonské války (1558–83) se u jezera odehrávaly boje. Na začátku 17. století obsadili Švédové západní, jižní a severní břeh. Po uzavření Stolbovského míru (1617) přešel severní a západní břeh (jakožto provincie Kexholm) od Ruska ke Švédsku. V době Severní války (1700–21) se na jezeře odehrávaly rusko-švédské vojenské operace. Ruská říše nakonec celou oblast (spolu s přilehlou Ingrií a částí Karélie) dobyla zpět, což bylo potvrzeno Nystadskou mírovou smlouvou (1721). Rusko pak kraj okolo jezera drželo následujících 90 let.
Když roku 1809 Rusko dobylo na Švédsku celé Finsko, rozhodl car o tři roky později (1812) administrativně připojit k této nové autonomní provincii i oblasti dobyté v letech 1721–1743 (tzv. Staré Finsko). Většina Karelské šíje a severní břehy jezera se tak opět dostaly pod (omezenou) finskou svrchovanost; provinciální a později státní hranice mezi Finským velkoknížectvím (později Finskou republikou) a samotným Ruskem (později Sovětským svazem) vedla šikmo napříč přes jezero (zhruba v jeho polovině), což přetrvalo až do roku 1940.

### Novověk
V letech 1939–1944 se nejbližší okolí jezera i jezero samé stalo významným bojištěm, na němž se střetávaly německé, finské a ruské jednotky. V době zimní války (1939–1940) a Velké vlastenecké války (1941–1945) na jezeře operovalo finské, německé, italské (!) a sovětské loďstvo (Ladožská vojenská flotila, která hrála důležitou roli při zabezpečení úspěchu bojových operací na Leningradské frontě a při podpoře Baltské flotily). Během blokády Leningradu od září 1941 do března 1943 fungovala v jihozápadní části jezera tzv. Cesta života, která jako jediná spojovala Leningrad, obklíčený německými vojsky se zbytkem země. Zásoby byly dopravovány v zimě nákladními auty přes led a v létě na člunech; naopak zase byli z blokády odváženi ranění, ženy a děti.
Po zimní válce se jezero stalo plně vnitroruským, hranice s Finskem byly posunuty o zhruba 35 km od nejsevernějšího bodu jezera. Následně sice v pokračovací válce Finové západní, severní a východní břehy jezera zpětně dobyli, ale sovětská ofenziva roku 1944 vrátila územní situaci do stavu z roku 1940, což stvrdil Pařížský mír (1947). Od té doby jezero a jeho okolí náleželo Ruské SFSR v rámci SSSR a po jeho rozpadu (1991) patří Rusku.

## Osídlení pobřeží

### Republika Karélie
Karelské republice náleží severozápadní a severovýchodní břeh jezera. Na pobřeží jezera zde leží od západu k východu města a vesnice Sortavala, Pitkjaranta, Salmi a zhruba 20 km od břehu Olonec.

### Leningradská oblast
Leningradské oblasti náleží západní, jižní a jihovýchodní břeh. Na západním břehu leží město Priozersk a vesnice More. V místě, kde z jezera odtéká řeka Něva, vzniklo město Šlisselburg (v letech 1944–92 Petrokreposť) s ostrovní pevností. Na jižním a jihovýchodním břehu leží od západu Kobona, Nová Ladoga, Sjasstroj.